# In Bed with Madonna - sanning eller konsekvens
In Bed with Madonna - sanning eller konsekvens (originaltitel Madonna: Truth or Dare) är en amerikansk dokumentärfilm från 1991 kring den amerikanska popartisten Madonnas liv under turnén Blond Ambition World Tour. Den regisserades av Alek Keshishian. Konsertscenerna i filmen spelades in i Paris-distriktet Bercy i juli 1990. Dessa scener är de enda som är i färg; själva dokumentären spelades in i svartvitt.